# Wendy Phillips
Wendy Phillips (Brooklyn, 2 gennaio 1952) è un'attrice, produttrice cinematografica e insegnante statunitense.
Fondò la 2nd Story, lo studio cinematografico, dove lavora anche come produttrice e insegnante di recitazione.
È figlia degli attori Wendell K. Phillips e Jean Shelton e sorella degli attori Christian Phillips e Matthew Shelton.
Dal 1981 è sposata con l'attore Scott Paulin, da cui ha avuto una figlia, Jenny.

## Filmografia parziale

### Cinema
- L'aereo più pazzo del mondo... sempre più pazzo (Airplane II: The Sequel), regia di Ken Finkleman (1982)
- Prima di mezzanotte (Midnight Run), regia di Martin Brest (1988)
- Il piccolo grande mago dei videogames (The Wizard), regia di Todd Holland (1989)
- Bugsy, regia di Barry Levinson (1991)
- Mi chiamo Sam (I Am Sam), regia di Jessie Nelson (2001)
- Rendition - Detenzione illegale (Rendition), regia di Gavin Hood (2007)

### Televisione
- Executive Suite – serie TV, 18 episodi (1976-1977)
- Ai confini della realtà (The Twilight Zone) – serie TV, episodio 1x24 (1985)
- Storie incredibili (Amazing Stories) – serie TV, episodio 1x13 (1985)
- La signora in giallo (Murder, She Wrote) – serie TV,  episodio 3x22 (1987)
- Streghe (Charmed) – serie TV, 1 episodio (2001)
- E.R. - Medici in prima linea (ER) – serie TV, 1 episodio (2002)

## Doppiatrici italiane
Nelle versioni in italiano delle opere in cui ha recitato, Wendy Phillips è stata doppiata da:
- Lorenza Biella in E.R. - Medici in prima linea, Ghost Whisperer - Presenze, The Mentalist
- Cinzia De Carolis ne La signora in giallo
- Vittoria Febbi in Prima di mezzanotte
- Stefanella Marrama in Bugsy
- Ada Maria Serra Zanetti in Terra promessa
- Paola Giannetti in The Closer
- Ludovica Modugno in Perception